# Jasmineira caudata
Jasmineira caudata é uma espécie de anelídeo pertencente à família Sabellidae.
A autoridade científica da espécie é Langerhans, tendo sido descrita no ano de 1880.
Trata-se de uma espécie presente no território português, incluindo a sua zona económica exclusiva.